# فرودگاه نوناپیتچوک
فرودگاه نوناپیتچوک (به انگلیسی: Nunapitchuk Airport) یک فرودگاه همگانی با کد یاتا NUP است که یک باند فرود شن دارد و طول باند آن ۶۲۲ متر است. این فرودگاه در شهر نوناپیچوک، آلاسکا کشور ایالات متحده آمریکا قرار دارد و در ارتفاع ۴ متری از سطح دریا واقع شده‌است.